# Jen
|  | Aquest article tracta sobre la publicació en esperanto. Si cerqueu les joventuts del PSM, vegeu «Joves d'Esquerra Nacionalista-PSM». |

Jen ("Heus ací") és una publicació humorística i satírica catalana en esperanto fundada el 1909 pel dibuixant Feliu Elias "Apa" i el periodista Frederic Pujulà i Vallès. Fou una mena d'edició en esperanto de la revista Papitu, dirigida per Apa, amb la mateixa presentació i de la qual reproduïa els dibuixos. Se’n van publicar dotze números entre juny de 1909 i maig de 1910, i fou una de les moltes activitats en esperanto que esclataren al voltant del 5è Congrés Universal d'Esperanto celebrat a Barcelona el setembre de 1909. Quant al contingut, destaca l'adaptació molt viva dels acudits al context esperantista del moment i l'ús de la fraseologia de l'esperanto, que en aquell temps estava en ple procés de formació.